# Szmejter
Szmejter – polskie nazwisko, stosunkowo rzadkie, znajduje się poza grupą 20 tysięcy najpopularniejszych nazwisk w Polsce. Nosi je około 124 osób w Polsce.

## Występowanie
Najwięcej osób noszących to nazwisko zamieszkuje:
- Iławę – 23 (miasto)
- Toruń – 19 (miasto)
- Powiat lipnowski – 17
- Powiat nowomiejski – 13
- Powiat braniewski – 11

## Znane osoby noszące to nazwisko
- Barbara Szmejter – dziennikarka Gazety Pomorskiej.
- ks. Franciszek Szmejter – działacz narodowy, profesor teologii w Seminarium Duchownym w Płocku[2].
- ks. Józef Szmejter (ur. 1836, zm. 1896) – proboszcz wyszkowski (26 lat)[3].